# ニュージーランド保安情報局
ニュージーランド保安情報局(New Zealand Security Intelligence Service,NZSIS)は、ニュージーランドの諜報機関である。ニュージーランドでSISと言えば通常こちらを指す。

## 概要
SISはニュージーランドの公安を担う情報機関である。職員総勢200人、実際戦力150人前後と見られており、その規模は小さい。SISは逮捕権は無いが、通信傍受と家宅捜索の権限を有する。
本部はウェリントンに、支部がオークランドとクライストチャーチにある。最近、世の趨勢に従って職員の公募を始めた。それまでは基本的にスカウトで、軍人や官僚の子息で成績優秀な学生を好んで採用していたという。
主たる任務は防諜と対テロ活動にある。具体的にはSISは以下を任務として数えている。
- 国家体制を転覆させようとする試みや、国家社会に損害をあたえるサボタージュ活動を阻止すること。
- 海外からの工作を防ぐこと。すなわち防諜。
- 対テロ活動。
- 過激派運動の監視。
- テロリストや工作員の潜入を防ぐための、移民や難民の調査。

情報機関として、政府の情報態勢をセキュアなものにすることも、SISが責任を担うと定められている。そのためにSISは以下の調査、点検指導を行う。
- 政府機関登用者のセキュリティ・クリアランス。
- 政府各機関や重要施設のセキュリティ態勢のチェックとアドバイス。

他に対外情報収集機関が存在しないことから海外情報の収集も任務のうちに数えられているが、これはSISが友好国情報機関のカウンターパートであることを意味するにすぎず、実質的な作業をおこなっているわけではない。しかし、軍が海外に派遣されたり、また海外で自国民が誘拐されたりした場合にはSISの人間が現地に出向く。
また、最近SISは以下のような任務を加えられた。
- ニュージーランドでの、あるいはニュージーランドとの経済活動を行う企業団体の中に不審なものがないか監視すること。具体的には、大量破壊兵器の拡散防止に重点があり、技術や材料の調達を狙うテロ組織が関わっていないか目を光らせる。
- 国際的犯罪組織への対処。

SISは毎年内外情勢のレポートを提出する。SISには担当大臣が置かれて委細報告することになっているが、これは首相が担うのが慣例である。また、SISは議会で情報機関を担当する情報保安委員会と、首相に選ばれる情報保安監察総監の監督を受ける。SISが通信傍受を行う際には、国内案件では担当大臣(首相)と保安認可委員(The Commissioner of Security Warrants)の許可を得、外国に関わる案件の場合は大臣が外務貿易大臣と協議したうえでなければならない。しかも年に何回その許可を受けたか公表される。それによれば、2006年は、国内において22件の通信傍受申請があり、うち9件は昨年からの継続であった。また外国に関する案件も許可されている。

## 歴史
第二次大戦後、イギリスの強い要求によって、一足先に類似の機関を設立したオーストラリアの協力も得て、1956年に非公式にSIS(当初はSS)は設立された。1969年に法律(The New Zealand Security Intelligence Service Act)が成立し、正式な機関として発足する。設立を外部に頼った当初のSISは、職員の半分をイギリスやその旧植民地出身者が占めていた。SISは基本的にUKUSA協定とアメリカの諸機関と連携することを前提にしている組織で、それは今後も変わらないであろう。
西側、イギリス連邦、ANZUSの一員として、ニュージーランドは自由と民主主義のために戦うことを同盟諸国から強く求められた。それに応えるニュージーランドの努力のひとつがSISである。そして、SISの主たる役目とは、ソ連を筆頭とする東側の工作阻止と、国内の共産主義者をはじめとする左翼勢力の監視であった。
70年代に入って世界でテロが続発するようになると、SISもテロ防止を主任務に加えるようになった。実際に発生したのは1985年に起こったレインボー・ウォーリア号事件ぐらいであるが、この事件はSISに衝撃を与えた。テロを行ったのが西側のフランスだったからである。また、このことについてアメリカは通信傍受によりこれを事前に察知しながら、ニュージーランドにそのことを通報しなかったと報じられており、そのこともSISには深刻だった。
冷戦後、SISには経済関連情報や国際犯罪組織の情報まで集めることを任務に加えられているが、実際のところその能力規模が限られている状態では、むやみに手を広げさせられることについて内外いずれの人々からも異論が多い。
現在、SISの活動はテロ対策がその主流を占めるようになり、しかもイスラムテロは東南アジアが近いこともあってかなり警戒されている。バリ島の爆弾テロはもちろん、たとえ地球の反対側であってもイギリスの同時爆弾テロ事件は連邦国でイスラム移民を受け入れているニュージーランドにとってまったく人事ではない。
もうひとつの課題は、中国の活動活発化である。かつてソ連が行っていたような事柄を現在は中国が活発に行っている。そして、ニュージーランドは国内に中国移民も多く抱える。また同時に中国は、これら移民の中の民主活動家や法輪功メンバーに対して、ニュージーランドの主権を無視した監視活動を行ってSISを悩ませている。
2006年、NZSIS成立50周年を記念して、イギリス情報局保安部長官をはじめとするUKUSAのインテリジェンスの大物が集まりこれを祝った。

## 評価
ニュージーランドは冷戦中、しばしば同盟国からその義務を果たしていないと言われてきた。すなわち共産主義勢力に対する抵抗が不十分であると。逆に国内の反SIS活動家は、国内に実際には脅威がないのにSISは脅威があると虚偽を述べて国民の権利を侵害していると主張した。このかたちは現在テーマをテロに置き換えて、まったく継続中である。
SISに批判的な意見は、その職務は大半が警察と、一部が外務貿易省と被っており、その監視活動は不必要かつ人権侵害で、とくに通信傍受はいただけない。というものである。
ニュージーランドはスパイ天国であると、しばしば言われる。ニュージーランドは有力な同盟の一員であり、かつそのなかで最も弱い国である。そのためかえって狙われるのだと、SISや、SISに理解のある人々は主張する。実際、ニュージーランドでのスパイ工作は、ニュージーランドに対するものというよりも、アメリカやイギリスの情報を得るためにニュージーランドを足がかりにするといったほうが当っている。また冷戦時代は、ニュージーランドは西側の雰囲気に慣れさせるためにKGBの新人の訓練地に使われているとよく言われた。これもまた現在、テロリストがニュージーランドを世界的活動の足がかりとする可能性について言われているのと似ている。
ニュージーランドが小国であることから、ソ連にしろ中国にしろフランスにしろ、大国がニュージーランドの主権を軽んじた行動を起こして、SISの存在がそれを抑止できないことは、一貫してニュージーランドとSISの課題となっているところである。
またニュージーランド独特の話題として、SISがマオリ党を不当に監視しているのではないかとの疑惑がしばしば(左翼の活動家などによって)指摘される。SISは一貫してこれを否定しており、実際証拠はない。2004年には、これをあつかった新聞が、根拠無く報道したとしてかえって謝罪することになった。

## 過去の事件
- 1974年にソ連のスパイとしてSISが摘発し訴追させたビル・サッチが無罪になる。冤罪事件として問題に。
- 1985年、レインボー・ウォーリア号事件。フランス対外治安総局要員を逮捕。
- 1996年、反基地活動家の家にSIS要員が不法に侵入している現場を目撃される。当時の法はSISに明確にその権限を与えているとは言えず、裁判所は違法と認定。これがきっかけでSISにはっきりと家宅捜索の権限が与えられた。
- 2003年、難民として申請し認められたアルジェリア人のアフメド・ザオウニをSISがセキュリティ・リスクがあるとして国外追放すべきとしたのに対し、ザオウニは難民取り扱いの法に反するとして訴え、滞在を認められる。2007年にSISはザオウニに対するセキュリティ評価を撤回した。
- 2004年、イスラエル諜報特務庁要員2人をパスポート偽造の容疑で逮捕。他にも外交官が逃亡。彼らは第三国で活動する工作員の身分偽装のためにニュージーランドのパスポートを偽造していたと考えられている。イスラエル政府も彼ら自身も、彼らがモサッド所属とは認めなかった。
- 2007年、オーストラリアに亡命した中国人外交官陳用林は、ニュージーランドにおいて中国が反体制の人物を監視、さらには拉致して本国に連れ帰ることも行っていると講演で述べる。政府は陳から聞き取り調査を行ったことは認めたが、拉致の有無についてはノーコメント。また同年は各国で中国からと思われる大規模ハッキングが明らかになり、ニュージーランドでも同様に侵入されていたことが明らかに。侵入元は明らかにされていないが、報道は中国と見ている。